# František Kryšpín
František Kryšpín (* 14. dubna 1952 Dvůr Králové nad Labem) je český komunální politik a bývalý starosta obce Habartice ve Frýdlantském výběžku na severu Libereckého kraje České republiky.

## Životopis
Na středním odborném učilišti strojním vystudoval obor automechanik. Roku 1975 se i s manželkou přestěhoval do Habartic, kde od roku 1981 začal pracovat na místním úřadu (tehdy národním výboru) na pozici tajemníka. Roku 1991 se stal starostou. Když se na počátku devadesátých let 20. století zvýšila kriminalita a zloději přicházeli ze sousedního Polska (Habartice leží na česko-polské státní hranici), vznikla v obci domobrana. Její členové přistihli dva cizince při krádeži a zmlátili je. Zloději se vrátili zpět do Polska, kde zorganizovali asi třicetičlennou skupinu, jejíž členové přešli státní hranici na české území a náhodné kolemjdoucí mlátili baseballovými pálkami. Kryšpín tehdy vyhlásil „Pistoli do každé rodiny“. Bylo za to ovšem na něj podáno trestní oznámení pro šíření poplašné zprávy. Jeho stíhání zastavil až krajský ředitel Policie České republiky Čestmír Hřebík. Následně se míra výskytu kriminality ustálila a zvýšila se až roku 2008 po vstupu České republiky do Schengenského prostoru.
Starostou Habartic byl Kryšpín až do roku 2014. Již před komunálními volbami, které se ten rok konaly, vyhlásil, že se o funkci starosty na další funkční období ucházet nebude. Po volbách jej zastupitelé zvolili do funkce místostarosty (vystřídal Jana Venzela) a vedení obce svěřili Stanislavu Briestenskému. Po dalších volbách (2018) byl opět zvolen do zastupitelstva obce, nicméně na starostu ani místostarostu již nekandidoval. Od roku 1999 navíc Kryšpín vede obecní kroniku.

## Ocenění
Roku 2014 získal z rukou prezidenta České republiky Miloše Zemana ocenění Nejlepší starosta Libereckého kraje v letech 2010 až 2014, které uděluje Svaz měst a obcí České republiky.